# Университет Небраски в Омахе
Университет Небраски в Омахе (англ. University of Nebraska at Omaha) — государственный университет в Омахе, входящий в систему вузов Университета Небраски.
Основан в 1908 году в северном пригороде Омахи как Омахский университет. Первый набор составил 26 студентов, первые занятия проходили в особняке Редика. С 1909 года по 1917 год университет располагался в несколько кварталах к северу от Пресвитерианской духовной семинарии, из которой была набрана большая часть преподавателей, также в вузе работали учителя из Бельвю-колледжа. Три из четырёх первых президентов университета были рукоположены пресвитерианскими министрами. К двум зданиям первого кампуса были присоединены Джейкобс-холл, тренажёрный зал (1910), и Джослин-холл (1917).
В 1931 году переименован в Омахский муниципальный университет.
В 1968 году включён в систему Университета Небраски и получил текущее наименование.
По состоянию на 2020-е годы состоит из двух кампусов: Северного и Тихоокеанского (ранее называвшегося Южным). В состав вуза входят колледжи:
- искусств и наук,
- коммуникации, изящных искусств и медиа
- педагогический,
- связей с общественностью и муниципальной службы,
- международных исследований,

а также магистратура и Академия сферы услуг.
Среди известных выпускников — актёр Питер Фонда, генерал Джеймс Линдсей, сенатор Чак Хейгел.